# UTC偏移量
UTC偏移量是協調世界時（UTC）和特定地點的日期與時間差異，其單位為小時和分鐘。它通常以 ±[hh]:[mm]、±[hh][mm]、或 ±[hh]的格式顯示。所以，如果被描述的時間比UTC早一小時（例如柏林的冬季時間），UTC的偏移量將是"+01:00"、"+0100"、或簡單顯示為"+01"。

## 時區和時間偏移
時區是地理上的一個區域，在那裏的每個人都要遵守同一的標準時間。
時間偏移是從UTC增加或減少時間，以獲得當前的民用時－無論是標準時間或夏令時（日光節約時）。
在任何特定的時區，居民在一年四季中都要遵守標準時間（在俄羅斯或南非），或者在冬天使用標準時間，在夏天使用夏令時。

## 日光節約時間
在北美的有些地區、歐洲和澳洲會使用夏令時（DST，daylight saving time）。在使用夏令時的期間，UTC偏移量通常會比標準時間增加一小時。歐洲中部時間UTC+01:00被歐洲夏令時UTC+02:00取代，太平洋標準時UTC-08:00被太平洋夏令時UTC-07:00取代。

## 外部連結
- Time Service Dept., U.S. Naval Observatory